# U-253
U-253 — средняя немецкая подводная лодка типа VIIC времён Второй мировой войны.

## История
Заказ на постройку субмарины был отдан 23 сентября 1939 года. Лодка была заложена 15 ноября 1940 года на верфи Бремен-Вулкан под строительным номером 18, спущена на воду 30 августа 1941 года. Лодка вошла в строй 21 октября 1941 года под командованием оберлейтенанта Адольфа Фридрихса.

### Флотилии
- 21 октября 1941 года — 31 августа 1942 года — 8-я флотилия (учебная)
- 1 сентября 1942 года — 25 сентября 1942 года — 6-я флотилия

### История службы
Лодка совершила один боевой поход. Успехов не достигла. В последний раз радиосвязь с U-253 состоялась 24 сентября 1942 года, когда лодка находилась в районе 67°30′ с. ш. 21°00′ з. д. и действовала против конвоя QP-14. На следующий день она получила приказ следовать в Атлантику, при этом её курс пролёг через выставленные в июне-августе 1942 года у берегов Исландии противолодочные минные поля SN-11 и SN-71A. Считается, что лодка погибла 25 сентября 1942 года к северо-западу от Исландии, примерные координаты 67° с. ш. 23° з. д. на британском минном поле. 45 погибших (весь экипаж).
До декабря 1979 года считалось, что U-253 была потоплена 23 сентября 1942 года «Каталиной», однако установлено, что той атаке подверглась U-255, ускользнувшая почти без повреждений.